# Alto commissariato delle Nazioni Unite per i diritti umani
L'Alto commissariato delle Nazioni Unite per i diritti umani (in inglese Office of the United Nations High Commissioner for Human Rights, OHCHR) è l'agenzia dell'Organizzazione delle Nazioni Unite che si occupa di promuovere e proteggere i diritti umani che sono garantiti dal diritto internazionale e previsti nella Dichiarazione universale dei diritti dell'uomo del 1948. Tale agenzia è stata istituita dalla risoluzione 48/141 dell'Assemblea generale ONU.
L'ufficio è presieduto dal Commissario per i diritti umani, che coordina le attività dei diritti umani in tutto il sistema delle Nazioni Unite e supervisiona il Consiglio dei diritti umani a Ginevra in Svizzera. L'attuale Alto Commissario è l'austriaco Volker Türk che ha assunto le sue funzioni il 17 ottobre 2022.
A partire dal 2005, l'agenzia ha attivato il Minorities Fellowship Programme, un programma di formazione internazionale che si svolge a Ginevra presso la sede OHCHR, per poche decine di selezionati in lingua inglese, russo e arabo.
A partire dal 2008, l'agenzia ha avuto un budget di 120 milioni di $ USA e 1.000 dipendenti con sede a Ginevra. È un membro ex-officio del Comitato del Gruppo di Sviluppo delle Nazioni Unite.

## Alti commissari
| Immagine | Nome                   | Paese     | Periodo                            | Note                                                                                                   |
| -------- | ---------------------- | --------- | ---------------------------------- | --- |
|          | José Ayala-Lasso       | Ecuador   | 1994–1997                          | |
|          | Mary Robinson          | Irlanda   | 1997–2002                          | Il mandato non è stato rinnovato dall'allora segretario generale delle Nazioni Unite Kofi Annan.       |
|          | Sérgio Vieira de Mello | Brasile   | 2002–2003                          | Ucciso nell'attentato al Canal Hotel a Baghdad il 19 agosto 2003.                                      |
|          | Bertrand Ramcharan     | Guyana    | 2003–2004                          | Alto Commissario ad interim                                                                            |
|          | Louise Arbour          | Canada    | 2004–2008                          | Non candidato per il secondo mandato                                                                   |
|          | Navi Pillay            | Sudafrica | 1º settembre 2008 – 31 agosto 2014 | Il suo mandato è stato prorogato per un ulteriore biennio dall'Assemblea Generale il 1 settembre 2012. |
|          | Zeid Ra'ad Al Hussein  | Giordania | 1º settembre 2014 – 31 agosto 2018 | |
|          | Michelle Bachelet      | Cile      | 1º settembre 2018 - 31 agosto 2022 | Eletta dall'Assemblea Generale il 10 agosto 2018.                                                      |
|          | Volker Türk            | Austria   | 17 ottobre 2022 - in carica        | Eletto dall'Assemblea Generale l'8 settembre 2022                                                      |